# William Blount, 4. Baron Mountjoy

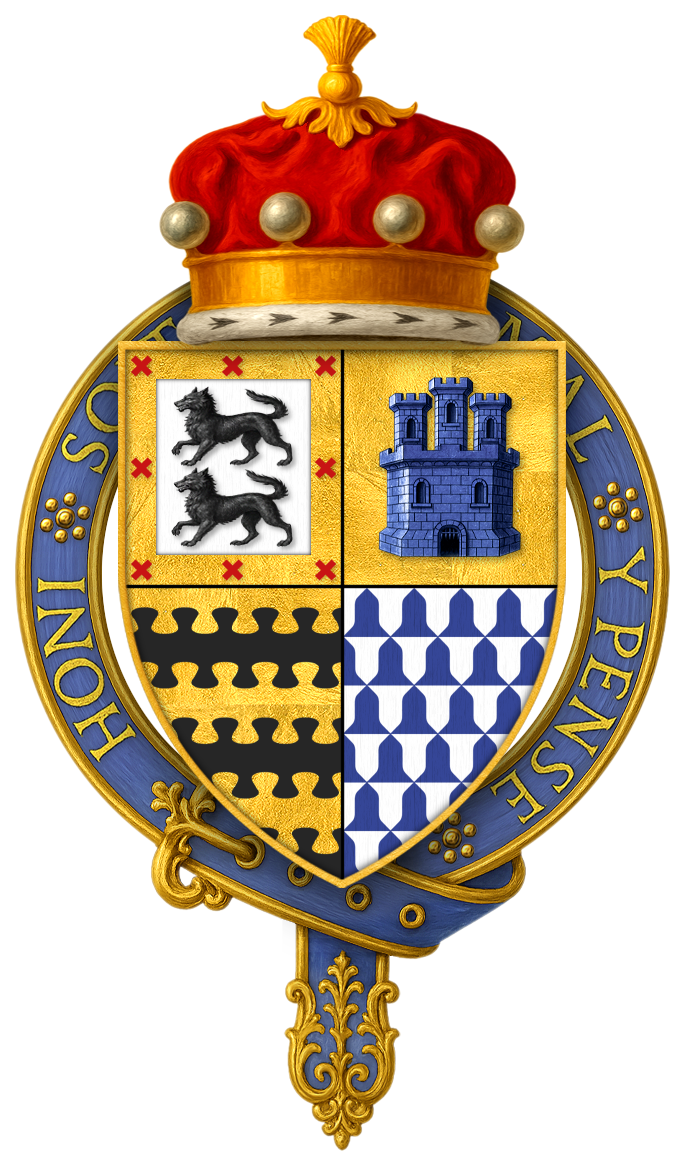
Wappen des William Blount, 4. Baron Mountjoy

William Blount, 4. Baron Mountjoy KG (* um 1478; † 8. November 1534) war ein englischer Adliger, humanistischer Gelehrter und Literaturförderer. Er studierte in Paris bei Erasmus, dessen Freund und Patron er später wurde und sein Haus war bekannt als Oase für Gelehrte. Erasmus nannte ihn „den gelehrtesten der Edlen und den edelsten der Gelehrten“, in der Kirchengeschichte Fullers von 1655 wird er als „gelehrt in Chemie und Mathematik“ beschrieben und als einer der Erneuerer des Wissens in England. Zu den Gelehrten, die seine Freunde waren, zählten Richard Whitford, Battus (ein Freund von Erasmus), Richard Sampson (später Bischof von Chichester), Thomas Morus, William Grocyn und John Colet.
Er diente außerdem den Königen Heinrich VII. und Heinrich VIII. (für den er ein Studienkamerad in seiner Kindheit gewesen war) in militärischer Kapazität in Calais und Tournai und in diversen anderen Auslandsmissionen.

## Herkunft
William Blount wurde um 1478 als ältestes von fünf Kindern des John Blount, 3. Baron Mountjoy und der Lora Berkeley, Tochter des Sir Edward Berkeley in Barton Blount in Derbyshire geboren. John Blount war von den Geschehnissen in den letzten Regierungsmonaten Richards III. überwältigt worden und starb 1485 als verbitterter und ernüchterter Mann. In seinem Testament warnte er seine Söhne: „Lebt wohlweislich und nehmt niemals... die Würde eines Barons auf euch, wenn ihr es vermeiden könnt ... und begehrt nicht groß unter Fürsten zu sein, denn dies ist gefährlich.“ William erbte jedoch die Baronie als 4. Baron Mountjoy. Da er zu diesem Zeitpunkt noch minderjährig war, erhielt sein Onkel Sir James Blount die Vormundschaft für William, was auch die Verwaltung seiner Ländereien und die Entscheidung über seine Eheschließung beinhaltete, so dass William sein Erbe erst am 31. Januar 1500 antreten konnte. Seine Mutter heiratete nach dem Tod seines Vaters zunächst Sir Thomas Montgomery († 1495) und dann Thomas Butler, 7. Earl of Ormond (ein Großvater von Thomas Boleyn) und starb im Jahr 1501. Aus der dritten Ehe seiner Mutter hatte William Blount eine Halbschwester namens Elizabeth Butler.

## Studium und Freundschaft mit Erasmus

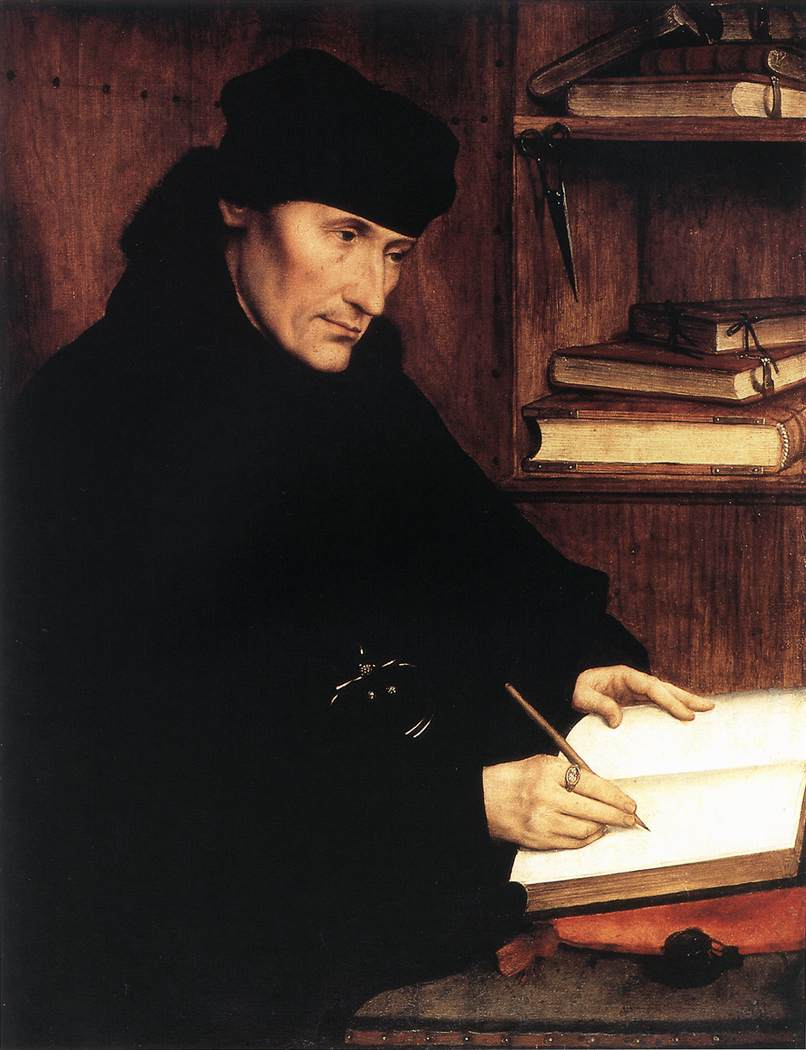
Desiderius Erasmus, um 1517

William Blount stellte sich als vielversprechender, intelligenter Junge heraus, der für eine Person seines hohen Ranges in seiner Zeit ein ungewöhnlich großes Interesse an Bildung zeigte. Er scheint am Queen’s College in Cambridge studiert zu haben, wo Ralph Whitford, ein Fellow der Universität, sein Tutor war. Es gibt zwar keine Aufzeichnungen darüber, dass Blount in Cambridge einen Abschluss gemacht hätte, aber es ist gesichert, dass er und Whitford zwischen 1496 und 1498 nach Paris reisten, um Blounts Studien abzuschließen. Blounts junge Frau, Elizabeth Say, die er 1497 heiratete, war vermutlich noch zu jung, um mit ihm zusammenzuleben und begleitete ihn nicht nach Paris.
In Paris wurde Blount dem Gelehrten Desiderius Erasmus vorgestellt, der dort als Tutor für Thomas Grey fungierte. Die beiden Männer fanden ineinander den idealen Lehrer und Schüler und Erasmus teilte sich bald eine Unterkunft mit Blount und Whitford. Sie studierten gemeinsam Rhetorik und Blount konnte seinen lateinischen Prosastil unter Anleitung des größten europäischen Stilisten dieser Kunst verfeinern.
Als Blount 1499 nach England zurückkehrte, lud er Erasmus ein, ihn zu begleiten. Sein Haushalt galt bereits als Oase für Gelehrte. Erasmus, der anmerkte, er würde Mountjoy selbst in die Unterwelt folgen, sagte zu und abgesehen von zwei Monaten in Oxford hielt er sich fortan entweder in Mountjoys Haus in London in der Knightrider Street auf oder in seinem Haus Sayes Court in Greenwich. Blount ermunterte Erasmus seine Adagia fertigzustellen (veröffentlicht 1500) und eine neue erweiterte Version von De conscribendis epistolis anzufertigen, welches Erasmus ursprünglich für seine Schüler in Paris geschrieben hatte. Erasmus widmete beide Werke seinem ehemaligen Schüler.
Etwa zur selben Zeit wurde Mountjoy socius studiorum, d. h. ein Studienkamerad, für den achtjährigen Prinz Henry (später König Heinrich VIII.). Die Stelle verschaffte ihm vermutlich sein Stiefvater Lord Ormond, der zu dieser Zeit Kammerherr für Königin Elizabeth of York war. Blount lud 1499 Erasmus und Thomas More zu einem Besuch in Eltham ein, wo der Prinz zusammen mit seinen Geschwistern erzogen wurde. Er studierte mit dem Prinzen hauptsächlich Geschichte, doch er ermutigte ihn auch bereits früh Erasmus’ Werke zu lesen, was laut Erasmus der Grund dafür war, dass der Schreibstil des späteren Königs seinem eigenen ähnelte.
Als Erasmus im Jahr 1504 über den gemeinsamen Freund John Colet wissen ließ, dass er erneut Blounts Gönnertum in Anspruch nehmen wolle, lud Blount ihn prompt wieder nach England ein und bezahlte dem Gelehrten ein Jahresgehalt von 100 Kronen, während seines Aufenthalts von Ende 1505 bis Juni 1506. Erasmus schrieb: „Die Sonne schien niemals auf einen treueren Freund der Gelehrten“.

## Karriere bei Hofe

### Thronbesteigung Heinrichs VIII.

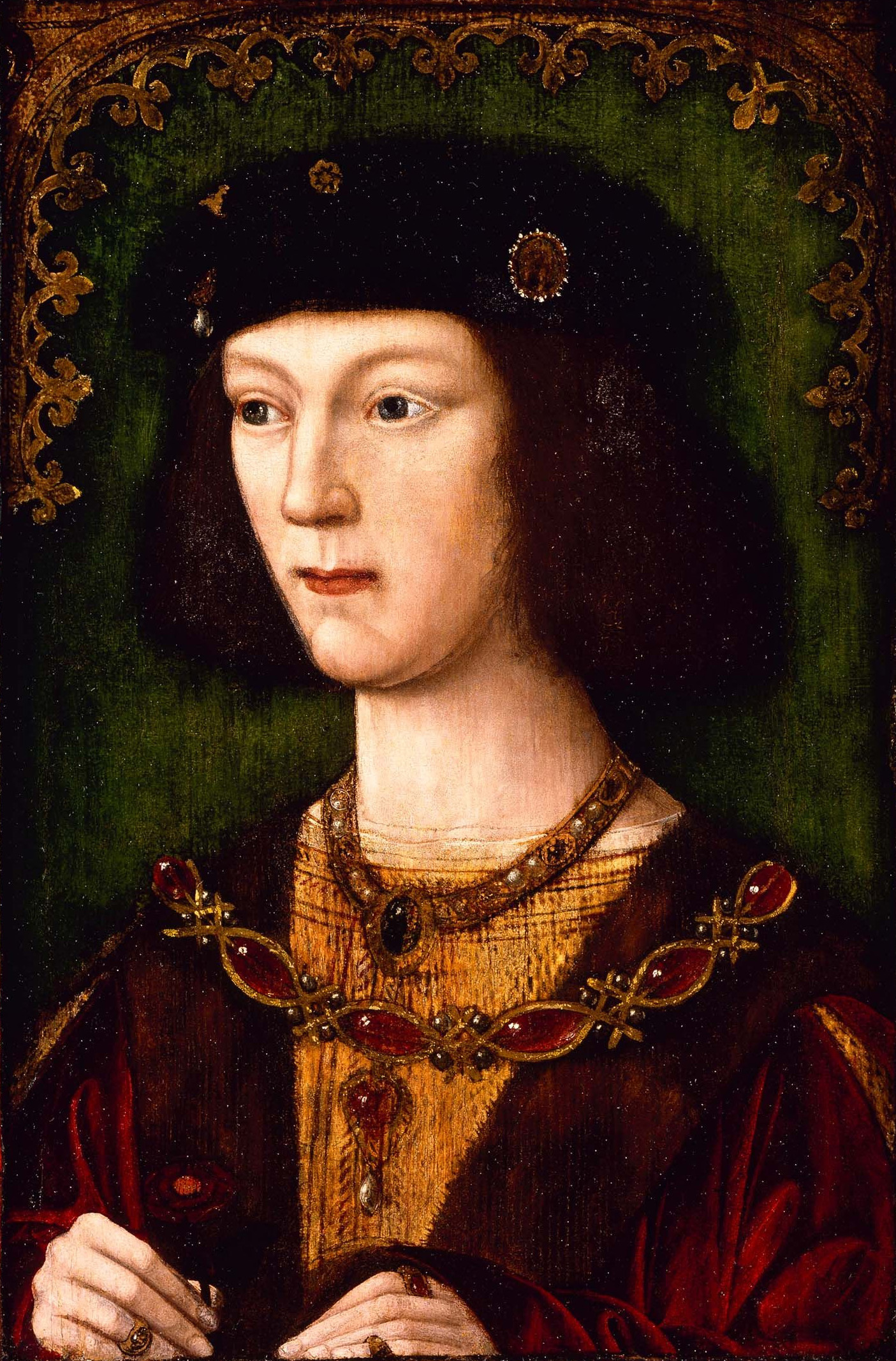
Der junge König Heinrich VIII. für den William Blount Studienkamerad und Vertrauter war, um 1509

Im Jahr 1500 begleitete Blount seinen König Heinrich VII. nach Calais und 1501 wohnte er der Eheschließung zwischen Kronprinz Arthur und Katharina von Aragón bei. Noch vor 1507 wurde er zudem ein Ratsmitglied des Königs und 1508 empfing er den König als Gast. Etwa um dieselbe Zeit wurde Blount auch als Lieutenant für Hammes Castle bei Calais in Frankreich, eingesetzt, eine Position, welche sein Vater schon innegehabt hatte. Er gab die Verantwortung für diesen Posten jedoch oft an einen Stellvertreter ab und blieb bei Hofe und in Gesellschaft von Prinz Henry. Seine Rolle als Studienkamerad für Prinz Henry hatte zwar offiziell ein Ende genommen als dieser 14 Jahre alt wurde und damit seine formale Ausbildung abgeschlossen hatte, doch Blount stand ihm noch immer nahe und diente in den Jahren 1507–1508 täglich als Gesellschafter im Haushalt des Prinzen, war sein Vertrauter und reiste mit ihm von Residenz zu Residenz.
Als König Heinrich VII. 1509 starb, hielt er sich mit dem Prinzen zusammen in Richmond auf und begleitete den neuen König während der nächsten Tage, in denen sich hinter den Kulissen ein Machtkampf abspielte, überall hin. Seine Hinweise, dass ihn „viele Beschäftigungen und andere besondere Gründe, welche ich keinem Brief anzuvertrauen wagte“ vom Schreiben abgehalten hatten, weisen darauf hin, dass er vermutlich in die zweitägige Geheimhaltung des Todes des Königs involviert war und in die nachfolgende Machtübernahme einer bestimmten Fraktion bei Hofe.
Mountjoy war völlig begeistert von der Thronbesteigung seines ehemaligen Schützlings. Er schrieb an Erasmus vom „außerordentlichen und fast göttlichen Charakter“ des Königs und dass sie davon überrascht seien, „als welch Held er sich nun zeigt, wie weise er sich verhält, welch ein Freund von Gerechtigkeit und Güte er ist und welche Zuneigung er für die Gelehrten hat... Oh mein Erasmus, wenn du sehen könntest, wie alle Welt hier frohlockt, solch einen Prinzen zu haben, wie sein Leben ihr größtes Begehren ist, du könntest deine Freudentränen nicht verbergen... Unser König begehrt nicht Gold, Juwelen oder kostbare Metalle, sondern Tugend, Ruhm und Unsterblichkeit.“
Zur Krönung des Prinzen als Heinrich VIII. am 23. Juni 1509 wurde Blount zum Knight of the Bath geschlagen und am 9. Juli 1509 wurde ihm der wichtige Posten des Master of the Mint übertragen (Vorsteher der königlichen Münzprägeanstalt). Nachdem seine erste Frau bereits einige Jahre zuvor gestorben war, heiratete er nun vor Juli 1509 Inez de Venegas (manchmal anglisiert zu Agnes Vanegas), eine spanische Hofdame, die zusammen mit Heinrichs Königin Katharina von Aragón nach England gekommen war.

### Militärische Kampagnen
Am 6. Oktober 1509 wurde Blount für zwanzig Jahre zum Lieutenant von Hammes Castle bei Calais ernannt und war danach im Auftrag des Königs so viel im Ausland unterwegs, dass Erasmus 1511 an Blounts Sekretär Ammonio und an Colet schreiben musste, um herauszufinden, wo er sich befand. Blount kehrte zwar im November 1511 nach England zurück, Erasmus vermied aber dennoch seinen Haushalt, vermutlich weil Bernard André, dem er Geld schuldete, sich dort aufhielt.
Im März 1513 hielt Blount sich am Hof in Spanien auf und später im selben Jahr wurde ihm im Krieg Englands mit Frankreich die Verantwortung für den Truppentransport übertragen. Im September setzte er schließlich selbst mit einer 500 Mann starken Truppe nach Calais über und nach der Einnahme von Tournai wurde er zunächst zum Lieutenant Bailiff (Verwalter) der eroberten Stadt ernannt und im Januar 1515 dann als Gouverneur eingesetzt. Seine mittlerweile dritte Frau Alice Keble begleitete ihn nach Tournai und brachte dort im Juli 1516 den gemeinsamen Sohn und Erben Charles zur Welt.
Als Gouverneur von Tournai war Blount offenbar sehr beschäftigt und für den Ausbau einer Zitadelle in der Stadt verantwortlich, die eine zusätzliche Festung für die englische Garnison dort werden sollte. Als Erasmus Blount 1515 auf seinem Weg nach England in Tournai besuchte und Blount daran scheiterte, ihm eine Präbende zu verschaffen, schrieb er enttäuscht: „Der älteste Patron meiner Studien ist so überwältigt von den Bürden des Krieges, dass seine Hilfe hinter seiner Zuneigung zurückblieb.“ Im Jahr 1516 teilte Blount Kardinal Wolsey mit, dass er als Gouverneur abgelöst werden wollte. Als er von dem Posten im Januar 1517 schließlich entbunden wurde und nach England zurückkehrte, war die Zitadelle noch immer nicht vollständig fertiggestellt und sollte es auch nie werden.
Im Jahr 1520 begleiteten Blount und seine Frau den König zum Camp du Drap d’Or in Frankreich, im Mai 1521 gehörte er zu den Adeligen, die über den Herzog von Buckingham zu Gericht saßen und im August begleitete er Kardinal Wolsey nach Brügge für dessen Treffen mit Kaiser Karl V. 1522 war er auch anwesend beim Empfang des Kaisers in Canterbury. 1523 kehrte Blount schließlich noch einmal nach Frankreich zurück, während einer von Charles Brandon, 1. Duke of Suffolk befehligten Invasion, die jedoch schnell scheiterte.
1526 wurde Mountjoy als Knight Companion in den prestigeträchtigen Hosenbandorden aufgenommen und 1529 zum Steward der Universität Cambridge gewählt. Nachdem seine zwanzig Jahre als Lieutenant of Hammes 1529 abgelaufen waren, erlaubte der König ihm zudem, diesen Posten an William Grey, 13. Baron Grey de Wilton zu verkaufen und er legte das Amt offiziell im Mai 1531 nieder.

### Scheidung des Königs
Bereits im Mai 1512 hatte Blount die Nachfolge seines Stiefvaters Ormond als Kammerherr für Königin Katharina von Aragón angetreten und seitdem ein Jahresgehalt von £66 13s 4d dafür erhalten. Noch 1525 bat Blount seinen Freund Erasmus um ein Traktat über die Ehe zugunsten der Königin und Erasmus schrieb daraufhin 1526 Christiani matrimonii institutio, die er Katharina von Aragón widmete.
Nachdem der König sich jedoch entschieden hatte, eine Annullierung seiner Ehe mit der Königin zu forcieren, gehörte Blount 1530 zu den Lords, die einen offenen Brief an Papst Clemens VII. unterschrieben, der ihn dazu drängte, einer Scheidung des Königs von Katharina von Aragón zuzustimmen. Blount blieb auch während der nächsten angespannten Jahre Katharinas Kammerherr und der spanische Botschafter Chapuys schrieb im April 1533, dass Blount befohlen worden war, bei Katharina zu bleiben, um sie davon abzuhalten, aus England zu fliehen.
Im Juli war Blount schließlich Teil einer Delegation, die Katharina in Ampthill besuchte, um sie davon zu überzeugen, sich dem Willen des Königs zu unterwerfen, seine neue Ehe mit Anne Boleyn anzuerkennen und sich selbst als Witwe des Fürsten von Wales. Katharina wies dies alles von sich und Blount bat nach dieser ihm zweifellos widerstrebenden Mission darum, als Kammerherr Katharinas abgelöst zu werden, was ihm aber nie gewährt wurde. Am 10. Oktober 1533 schrieb er an Cromwell: „Es ziemt mir nicht, jene so oft zu plagen und zu beunruhigen, welcher der König mir befahl den Treueeid zu leisten und ehrlich und nach meinen Kräften zu dienen.“ Blount blieb bis zu seinem Tod offiziell Katharinas Kammerherr und die Stelle wurde danach nicht mehr besetzt. Trotzdem nahm er nach wie vor Anteil am Hofleben. Im August 1533 wurde es Zeit für die schwangere Anne Boleyn, sich zeremoniell in die Geburtsgemächer zurückzuziehen und Blount bat Cromwell, Annes Kammerherren „an Dinge zu erinnern, die bereitgestellt werden müssen, wenn die Königin sich in ihre Gemächer zurückzieht“.

## Letzte Jahre und Tod
Im Juli 1534 saß Blount noch in einem Gremium des House of Lords im Verfahren wegen Hochverrats gegen William Dacre, 3. Baron Dacre of Gilsland (der als einziger Adliger während der Regierungszeit Heinrichs VIII. in solch einem Verfahren freigesprochen wurde). Am 14. Oktober 1534 schrieb er sein Testament, in dem er seine Gläubiger um Nachsicht bat, da er sich für die Versorgung seines Sohnes zum Bettler gemacht habe und er oft im Dienst des Königs ins Ausland gerufen worden sei. Dem König sei er zudem ein „geringer Bittsteller“ gewesen. Am 8. November 1534 starb Blount schließlich in Sutton on the Hill, nahe Barton Blount in Derbyshire und wurde auf eigenen Wunsch in Barton Blount beerdigt. Sein Sohn Charles beerbte ihn als 5. Baron Mountjoy.

## Nachruf
Erasmus beklagte den Tod seines Patrons in der Widmung seines Werkes Ecclesiastes, welches an den Bischof von Augsburg gerichtet war und in der Widmung der Adagia-Edition von 1536, die sich an Mountjoys Sohn Charles Blount, 5. Baron Mountjoy richtete. In der Sammlung von Briefen Erasmus’ sind drei von Mountjoy an ihn erhalten.

## Ehen und Nachkommen
William Blount ging insgesamt vier Ehen ein. In erster Ehe heiratete er um Ostern 1497 Elizabeth Say († vor 21. Juli 1506), Tochter des Sir William Say († 1529). Mit ihr hatte er zwei Töchter:
- Mary Blount (1498–1555) ⚭ 1536 Henry Bourchier, 2. Earl of Essex († 1540);
- Gertrude Blount (um 1504–1558) ⚭ 1519 Henry Courtenay, 1. Marquess of Exeter (1498–1538).

In zweiter Ehe heiratete er vor Juli 1509 Inez de Venegas († vor Februar 1515). Die Ehe blieb kinderlos.
In dritter Ehe heiratete er vor Februar 1515 Alice Keble († 8. Juni 1521), Tochter des Sir Henry Keble, Lord Mayor of London. Mit ihr hatte er zwei Kinder:
- Charles Blount, 5. Baron Mountjoy (1516–1544);[13]
- Catherine Blount († März 1560), ⚭ (1) John Champernown, ⚭ (2) vor 1547 Sir Maurice Berkeley of Bruton, mit dem sie acht Kinder hatte.

In vierter Ehe heiratete er vor 29. Juli 1523 Lady Dorothy Grey, Tochter von Thomas Grey, 1. Marquess of Dorset. Mit ihr hatte er drei Kinder:
- John Blount (* 1527), starb kinderlos;
- Dorothy Blount ⚭ John Bluett († 1585);
- Mary Blount ⚭ Sir Robert Dennis († 1592).